# Bridget Marquardt

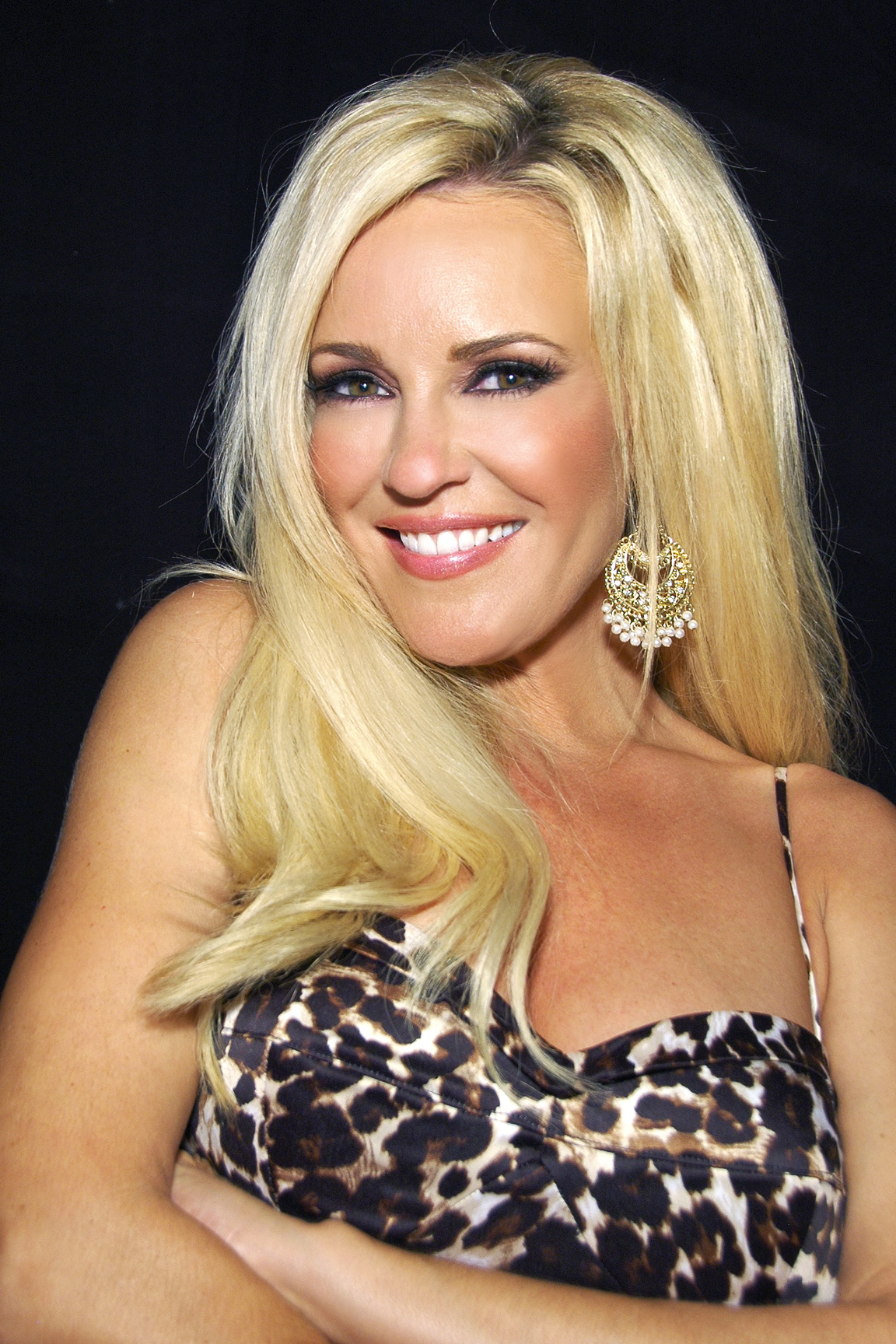
Bridget Marquardt

Bridget Marquardt (geboren als Bridget Christina Sandmeier, Tillamook, 25 september 1973) is een Amerikaans model, televisiepersoonlijkheid, radiopresentatrice en actrice. Ze is vooral bekend door haar rol in de realityserie The Girls Next Door met Hugh Hefner. Hoewel ze nooit als Playmate is gekozen, was ze regelmatig naakt in Playboy te zien met haar collega-actrices Holly Madison en Kendra Wilkinson.

## Levensloop
Marquardt is geboren in Tillamook nadat haar familie daarheen verhuisde vanuit Lodi. Kort na haar geboorte verhuisde de familie terug naar Californië, waar ze is opgegroeid. Marquardt studeerde af aan het San Joaquin Delta College en studeerde in 1998 af aan de California State University - Sacramento met een bachelordiploma in communicatie. In 2001 behaalde ze een masterdiploma in communicatie aan de University of the Pacific in Stockton. Ten slotte heeft Marquardt een journalistiekopleiding gevolgd aan de UCLA via een programma voor permanente vorming.
In 2001 verhuisde Marquardt naar Los Angeles en deed daar lokaal modellenwerk en kleine filmrollen. Na twee vergeefse testen voor Playboy, werd ze uitgenodigd in de Playboy Mansion en ze een regelmatig geziene gast. In oktober 2002 werd ze gevraagd om samen met Madison en Wilkinson de vriendin van Hugh Hefner te worden. Deze relatie hield stand tot maart 2009.